# El Venado, Magdalena Jaltepec
El Venado är en ort i Mexiko.   Den ligger i kommunen Magdalena Jaltepec och delstaten Oaxaca, i den sydöstra delen av landet, 300 km sydost om huvudstaden Mexico City. El Venado ligger 2 061 meter över havet och antalet invånare är 220.
Terrängen runt El Venado är kuperad. Runt El Venado är det glesbefolkat, med 20 invånare per kvadratkilometer. Närmaste större samhälle är San Pedro Tidaá, 17,9 km nordväst om El Venado. I omgivningarna runt El Venado växer huvudsakligen savannskog.